# John Richard Ironside Wood
John Richard Ironside Wood, né en 1944, est un botaniste britannique.